# James Burbage
James Burbage (Stratford-upon-Avon?, 1531 – ?, 1597) was een Engels acteur en impresario en was de bouwer van de eerste permanente theaters in Engeland. 
Burbage was opgeleid als timmerman, maar stapte over naar de toneelwereld; een ongebruikelijke stap omdat toneelspelers destijds niet gezien werden als best volk. In elk geval wordt zijn naam in 1574 vermeld als belangrijk auteur en leider van het gezelschap Leicester's Men, die onder het patronaat stonden van Robert Dudley, de 1e graaf van Leicester.
In 1576 verwierf hij een stuk land bij Shoreditch in Londen, waar hij, samen met zijn zwager John Brayne het eerste theater bouwde na de Romeinse tijd, dat de voor de hand liggende naam The Theatre droeg. Het was een cirkelvormig bouwwerk zonder dak, met drie boven elkaar gelegen galerijen rond een binnenplaats. Hier produceerde hij onder andere het stuk Doctor Faustus van Christopher Marlowe. Mogelijk was hij ook betrokken bij de bouw van een tweede theater op hetzelfde terrein, The Curtain.
Burbage had veel succes als theatermaker en kocht in 1596 het voormalige klooster van de Dominicanen, Blackfriars, dat hij ombouwde tot het ook succesvolle Blackfriars Theatre.
James Burbage had drie dochters en twee zoons. Cuthbert Burbage werd theatermanager, net als zijn vader en Richard Burbage werd een gevierd acteur bij William Shakespeares gezelschap Lord Chamberlain's Men en maakte daarmee furore in het Globe Theatre en later in Blackfriars. 
James Burbage werd op 2 februari 1597 begraven in Shoreditch.
- International Standard Name Identifier: 0000 0000 2358 3879
- Library of Congress Control Number: n81090314
- Nationale Bibliotheek van Israël: 987007278461805171
- Nederlandse Thesaurus van Auteursnamen: 135624835
- SNAC: w6934pcc
- Virtual International Authority File: 67789830
- WorldCat: E39PBJmP8Q3rffMwHvWbXBR7pP